# Modesto Valle
Modesto Valle (15. březen 1893, Casapinta, Italské království – 8. červen 1979) byl italský fotbalový obránce. Byl poslední přeživší ze soupisky Azzurri, který se zúčastnil OH 1912.
Celou svou kariéru strávil v klubu Pro Vercelli. Klub byl velice úspěšný v letech 1908 až 1913. Celkem za 4 sezony získal tři tituly (1910/11, 1911/12, 1912/13).
Za reprezentaci odehrál 7 utkání. Reprezentoval svou zemi na OH (1912).

## Hráčské úspěchy

### Klubové
- 3× vítěz italské ligy (1910/11, 1911/12, 1912/13)

### Reprezentační
- 1x na OH (1912)